# Гошилик Олександр Вікторович
Олекса́ндр Ві́кторович Гоши́лик (10 вересня 1995, м. Долина, Івано-Франківська область — 7 жовтня 2022, м. Бахмут) — солдат Національної Гвардії України, кавалер орденів «За мужність» III і II ступенів, поет.

## Життєпис
Народився 10 вересня 1995 у місті Долина Івано-Франківська область.
Навчався на Фізичному факультеті Київського національного університету ім. Шевченка.
З першого і до останнього дня Революції гідності разом із групою студентів брав безпосередню участь у подіях.
З 18 травня 2014 року боєць батальйону «Донбас». Брав участь разом із батальйоном у визволенні Донецької області. 17 серпня 2014 року прибув до міста Іловайськ, де попав в оточення російської армії. Зумів вибратися з оточення разом із ще сімома бійцями, пройшовши 85 км.
Загинув 7 жовтня 2022 року в боях за місто Бахмут Донецької області.

## Нагороди
- 25 березня 2015 року — за особисту мужність і героїзм, виявлені у захисті державного суверенітету та територіальної цілісності України, вірність військовій присязі під час російсько-української війни, відзначений — нагороджений орденом «За мужність» III ступеня.
- 1 липня 2025 року нагороджений орденом «За мужність» II ступеня (посмертно).[1]

## Творчість
- Автор збірки поезій «Міст через вічність»[2].
- Телеграм канал з його віршами, написаними на фронті у 2022 році https://t.me/warrior109wisdom

## Вшанування пам'яті
В місті Долина започатковано шаховий турнір пам’яті Олександра Гошилика